# Cantonul Saint-Brieuc-Ouest
Cantonul Saint-Brieuc-Ouest este un canton din arondismentul Saint-Brieuc, departamentul Côtes-d'Armor, regiunea Bretania, Franța.